# Capinghem
Capinghem é uma comuna francesa na região administrativa de Altos da França, no departamento do Norte. Estende-se por uma área de 1.86 km². Em 2010 a comuna tinha 2 595 habitantes (densidade: 1 395,2 hab./km²).